# Schedoleiodesmus solarii
Schedoleiodesmus solarii är en mångfotingart som beskrevs av Filippo Silvestri 1898. Schedoleiodesmus solarii ingår i släktet Schedoleiodesmus och familjen plattdubbelfotingar. Inga underarter finns listade i Catalogue of Life.